# Énanthème
Un énanthème consiste en éruptions muqueuses fugaces, plus souvent vues chez les enfants et surtout associées à des primoinfections virales (ex : rougeole, rubéole, exanthème subit, mégalérythème épidémique, syndrome pied-main-bouche, herpangine, syndrome papulopurpurique en gants et chaussettes ou mononucléose infectieuse (chez l'adolescent) ou à une infections bactériennes (scarlatine, si la langue est blanchâtre ou partiellement blanche) ou une pathologie inflammatoire systémique grave (Maladie de Kawazaki si la langue est rouge vif) ou encore à une allergie ou à un choc toxique (ex : choc toxique staphylococcique) 
Récemment l'énanthème a aussi été associé à la COVID-19.

## Description
Les énanthèmes se présentent le plus souvent comme des taches rouges maculaires, soudainement et transitoirement apparues sur les muqueuses (par exemple dans la bouche), ces macules (rappel : « une macule est une lésion plane de petite taille (< 1 cm), le plus souvent arrondie, bien délimitée, non infiltrée, non palpable ») ou parfois papules (rondes à ovulaires) sont observées « principalement sous la forme de macules/plages érythémateuses ou purpuriques ». Ils sont souvent accompagnés d'exanthèmes et peuvent avoir une cause médicamenteuse.
À l'inverse des exanthèmes (éruptions observées sur la peau et non sur les muqueuses)[Quoi ?].
Dans sa thèse universitaire (2019), Hélène Jamkotchian note que les énanthèmes n'ont pas fait l'objet de réelle classification et ont été bien moins étudiés par la littérature scientifique que les exanthèmes : « À titre illustratif, il est intéressant de noter que sur le plan bibliométrique la base de données MEDLINE comporte 35 références ayant trait aux énanthèmes versus 8751 pour les exanthèmes ! » voir p8 de la thèse citée en bibliographie. Elle distingue pour la bouche et le domaine pédiatrique deux types d’énanthèmes maculopapuleux buccaux principalement observés :
1. dans la bouche : petites macules voire de petites papules non confluentes (cas le plus fréquent, trouvé dans la plupart des maladies éruptives) ; les papules sont blanches (rougeole) ou érythémateuses et sont retrouvées dans la rubéole, la rougeole, le mégalérythème épidermique et l’exanthème subit, éventuellement avec des pétéchies et/ou une pharyngite. 
Ces petites lésions sont principalement trouvées sur : 
  - la voûte palatine et le voile du palais ;
  - la muqueuse de la face interne des joues et des lèvres ;
  - la lèvre supérieure et la lèvre inférieure ;
  - les commissures labiales ;
  - la gencive ;
  - le plancher buccal et la langue.
2. sur la langue : 
  - large plage rouge vif produisant la langue dite « framboisée » (scarlatine et maladie de Kawasaki);
  - hypertrophie des papilles fongiformes (Papillite linguale familiale).

## Étymologie médicale
« Énanthème » vient du grec ancien « én » qui signifie « dedans » et « anthema » qui signifie « floraison ». 

## Valeur diagnostique
Notamment dans le cas des maladies du jeune enfant, la présence (ou parfois l'absence) de signes cutanés éruptifs de type muqueux (énanthème), souvent transitoires, peuvent avoir une importante valeur diagnostique (d'autant qu'« ils peuvent précéder les manifestations cutanées »). 

## Nature histologique
Le « test de vitropression » apporte de premiers indices. 
On appuie sur la lésion avec une lentille (ou une lame de verre) transparente : 
- si la vitropression chasse le sang des vaisseaux sanguins faisant disparaitre la macule (tant que la pression persiste) ; alors la lésion est due à une vasodilatation ou à une angiogenèse[1] ;
- si la vitropression ne fait pas disparaître la macule, c'est que la lésion est induit par à une extravasation sanguine (ex : purpura) ou que la lésion est pigmentée[1].

## Énanthème et COVID-19
Dans la revue JAMA Dermatology, en plus des symptômes cutanés externes déjà reconnus induits par le virus SARS-CoV-2, des chercheurs espagnols ont noté que chez 1/3 d'un petit groupe de patients atteints de Covid-19 présentant des éruptions cutanées (exanthèmes sur les bras et jambes chez des patients dont l'âge était compris entre 40 et 69 ans) l'intérieur de la bouche (énanthèmes sur le palais plus exactement) était aussi concerné. Ils suggèrent une étiologie virale plutôt qu'une médicamenteuse, surtout quand les lésions sont de type pétéchial (tache cutanée rouge-violacée ne changeant pas de couleur sous l'effet d'une pression sur sa surface. Ces énanthème semblent apparaître dans les 15 jours suivant les premiers symptômes. Selon les auteurs, les cavités buccales des patients (confirmés ou suspectés de COVID-19) sont rarement examinées pour limiter les risques de contamination, mais devraient l'être ; et il est plausible que beaucoup de patients présentent ce signe muqueux et cutané sans qu'il ait été diagnostiqué. Ce symptômes avait antérieurement été signalé en Italie.